# Campagnac, Aveyron
Campagnac (okcitansko Campanhac) je naselje in občina v južnem francoskem departmaju Aveyron regije Jug-Pireneji. Leta 2009 je naselje imelo 457 prebivalcev.

## Geografija
Kraj leži v pokrajini Rouergue 46 km severno od Millaua.

## Uprava
Campagnac je sedež istoimenskega kantona, v katerega so poleg njegove vključene še občine La Capelle-Bonance, Saint-Laurent-d'Olt, Saint-Martin-de-Lenne in Saint-Saturnin-de-Lenne s 1.855 prebivalci.
Kanton Campagnac je sestavni del okrožja Millau.